# Jan Eysselt
Jan Eysselt (21. dubna 1945, Praha - 16. března 2006) byl český hokejista, obránce i útočník. Po skončení aktivní kariéry působil jako trenér. Jeho kariéru ukončil těžký úraz při přátelském utkání Sparty s Litvínovem v roce 1975 v Nymburku, kdy při zásahu pukem přišel o oko. Nešťastná událost přispěla k používání ochranných plexištítů.

## Hokejová kariéra
V československé lize hrál za Spartu Praha a Duklu Jihlava. Odehrál 8 ligových sezón, za Spartu nastoupil ve 219 ligových utkáních, dal 20 gólů, měl 21 asistencí a 187 trestných minut. V sezóně 1965/66 reprezentoval Československo na zimní Univerziádě.

## Klubové statistiky
| 1967/1968 | Sparta Praha  | 1. liga | 34 | 0 | 3 | 3  | 14 |
| 1968/1969 | Sparta Praha  | 1. liga | 32 | 2 | 2 | 4  | 15 |
| 1969/1970 | Sparta Praha  | 1. liga | 36 | 3 | 6 | 9  | 51 |
| 1970/1971 | Dukla Jihlava | 1. liga | -  | - | - | -  | -  |
| 1971/1972 | Dukla Jihlava | 1. liga | -  | - | - | -  | -  |
| 1972/1973 | Sparta Praha  | 1. liga | 36 | 5 | 3 | 8  | 43 |
| 1973/1974 | Sparta Praha  | 1. liga | 44 | 7 | 3 | 10 | 42 |
| 1974/1975 | Sparta Praha  | 1. liga | 37 | 3 | 4 | 7  | 22 |